# Louis A. R. Pieri Memorial Award
Il Louis A. R. Pieri Memorial Award è un premio annuale della American Hockey League che viene assegnato al miglior allenatore al termine della stagione regolare.
Il trofeo fu intitolato alla memoria di Louis Pieri, per lungo periodo proprietario dei Providence Reds.

## Vincitori
| Stagione  | Giocatore         | Squadra                |
| --------- | ----------------- | ---------------------- |
| 1967-68   | Vic Stasiuk       | Quebec Aces            |
| 1968-69   | Frank Mathers     | Hershey Bears          |
| 1969-70   | Fred Shero        | Buffalo Bisons         |
| 1970-71   | Terry Reardon     | Baltimore Clippers     |
| 1971-72   | Al MacNeil        | Nova Scotia Voyageurs  |
| 1972-73   | Floyd Smith       | Cincinnati Swords      |
| 1973-74   | Don Cherry        | Rochester Americans    |
| 1974-75   | John Muckler      | Providence Reds        |
| 1975-76   | Chuck Hamilton    | Hershey Bears          |
| 1976-77   | Al MacNeil        | Nova Scotia Voyageurs  |
| 1977-78   | Bob McCammon      | Maine Mariners         |
| 1978-79   | Parker MacDonald  | New Haven Nighthawks   |
| 1979-80   | Doug Gibson       | Hershey Bears          |
| 1980-81   | Bob McCammon      | Maine Mariners         |
| 1981-82   | Larry Kish        | Binghamton Whalers     |
| 1982-83   | Jacques Demers    | Fredericton Express    |
| 1983-84   | Gene Ubriaco      | Baltimore Skipjacks    |
| 1984-85   | Bill Dineen       | Adirondack R. Wings    |
| 1985-86   | Bill Dineen       | Adirondack R. Wings    |
| 1986-87   | Larry Pleau       | Binghamton Whalers     |
| 1987-88   | John Paddock      | Hershey Bears          |
| 1987-88   | Mike Milbury      | Maine Mariners         |
| 1988-89   | Tom McVie         | Utica Devils           |
| 1989-90   | Jim Roberts       | Springfield Indians    |
| 1990-91   | Don Lever         | Rochester Americans    |
| 1991-92   | Doug Carpenter    | New Haven Nighthawks   |
| 1992-93   | Marc Crawford     | St. John's Maple Leafs |
| 1993-94   | Barry Trotz       | Portland Pirates       |
| 1994-95   | Robbie Ftorek     | Albany River Rats      |
| 1995-96   | Robbie Ftorek     | Albany River Rats      |
| 1996-97   | Greg Gilbert      | Worcester IceCats      |
| 1997-98   | Bill Stewart      | Saint John Flames      |
| 1998-99   | Peter Laviolette  | Providence Bruins      |
| 1999-2000 | Glen Hanlon       | Portland Pirates       |
| 2000-01   | Don Granato       | Worcester IceCats      |
| 2001-02   | Bruce Cassidy     | G. Rapids Griffins     |
| 2002-03   | Claude Julien     | Hamilton Bulldogs      |
| 2002-03   | Geoff Ward        | Hamilton Bulldogs      |
| 2003-04   | Claude Noël       | Milwaukee Admirals     |
| 2004-05   | Randy Cunneyworth | Rochester Americans    |
| 2005-06   | Kevin Dineen      | Portland Pirates       |
| 2006-07   | Mike Haviland     | Norfolk Admirals       |
| 2007-08   | Scott Gordon      | Providence Bruins      |
| 2008-09   | Scott Arniel      | Manitoba Moose         |
| 2009-10   | Guy Boucher       | Hamilton Bulldogs      |
| 2010-11   | John Hynes        | WBS Penguins           |
| 2011-12   | Jon Cooper        | Norfolk Admirals       |
| 2012-13   | Willie Desjardins | Texas Stars            |
| 2013-14   | Jeff Blashill     | G. Rapids Griffins     |
| 2014-15   | Mike Stothers     | Manchester Monarchs    |
| 2015-16   | Rick Kowalsky     | Albany Devils          |